# The Legend of 1900 (soundtrack)
The Legend of 1900 es la banda sonora de la película del mismo nombre (en italiano: La leggenda del pianista sull'oceano, La leyenda del pianista en el océano).
Se han lanzado dos versiones del álbum: una versión original con 29 temas y otra versión con 21 para el mercado estadounidense.
La película Seven Pounds utiliza la canción «The Crisis».

## Listado de pistas originales
Todos los temas compuestos por Ennio Morricone, excepto donde se indique:
1. Playing Love
2. The Legend Of The Pianist On The Ocean
3. The Crisis
4. Peacherine Rag (Scott Joplin)
5. A Goodbye To Friends
6. Study For Three Hands
7. Tarantella In 3rd Class
8. Enduring Movement
9. Police
10. Trailer
11. Thanks Danny
12. A Mozart Reincarnated
13. Child
14. Magic Waltz (Amedeo Tommasi)
15. The Goodbye Between Nineteen Hundred And Max
16. Goodbye Duet
17. Nineteen Hundred's Madness No. 1
18. Danny’s Blues
19. Second Crisis
20. Jungle Blues[3]
21. Big Foot Ham (Jelly Roll Morton)
22. The Crave  (Jelly Roll Morton)
23. Nocturne With No Moon
24. Before The End
25. Playing Love
26. Ships And Snow
27. Nineteen Hundred's Madness No. 2
28. I Can And Then
29. Silent Goodbye
30. 5 Portraits
31. Lost Boys Calling (Morricone, Roger Waters)[4]